# Мъркюри-Юпитер
„Мъркюри-Юпитер“ (на английски: Mercury-Jupiter) е подпрограма на американската космическа програма програма „Мъркюри“, рамките на която са се планирали два полета през 1959-60 г. с използването на ракетата Юпитер. Планирани са два суборбитални старта – „Мъркюри-Юпитер 1“ (MJ-1) и „Мъркюри-Юпитер 2“ (MJ-2). На 1 юли 1959 г., по-малко от година от началото на програмата (октомври 1959 г.) подпрограмата е отменена заради бюджетни ограничения.

## История
В рамките на тази подпрограма ракетата-носител "Юпитер" е предложена на НАСА за суборбитални полети през октомври 1958 г. Ракетата отговаря на изискванията на НАСА: способна е да издигне космическия кораб „Мъркюри“ в орбита на около 500 км апогей, да развие скорост около 14 000 км/ч и е с далечина на полета около 2500 км. По време на първата мисия се предвижда тест Задачите, предвидени за мисиите са изпитания на температурния щит по време на първата и втория с шимпанзе на борда и създаване на максимално неблагоприятни условия (натоварвания) по време на издигането му.
Ракетата е неподходяща за извеждане на капсула с човек на борда, защото е изчислено, че при обратното навлизане в атмосферата със скорост около 10 000 км/ч астронавтът би изпитал натоварване от порядъка на G = 40. В полза на отказа е и факта, че само за два планирани старта се налага изграждането на отделна стартова площадка.